# Djurgårdens IF Konståkningsförening
Djurgårdens IF Konståkningsförening grundades 1956 av Anna Dettner och Carl Liljeqvist. Föreningens verksamhet omfattar alla nivåer från skridskoskola till elit, för singelåkare och synkroniserad konståkning.